# Donna Leon – Tod zwischen den Zeilen
Tod zwischen den Zeilen ist ein deutscher Fernsehfilm von Sigi Rothemund aus dem Jahr 2017, der auf dem gleichnamigen Roman von Donna Leon basiert. Es handelt sich um die 23. Episode der ARD-Kriminalfilmreihe Donna Leon mit Uwe Kockisch als Commissario Brunetti in der Hauptrolle.

## Handlung
Der ehemalige Venezianer Priester Enrico Franchini, der das Sammeln kostbarer historischer Schriften zu seiner Leidenschaft machte, wird tot in seiner Wohnung aufgefunden. Erste Auswertungen seines Computers führen auf die Biblioteca Merula. Die Leiterin Dottoressa Fabbiani eröffnet den Ermittlern, dass aus einigen Schriften Seiten herausgetrennt und entwendet wurden. Oft werden solche Seiten dann auf dem Schwarzmarkt angeboten, wohin auch der ermordete Priester Beziehungen pflegte. Der Mitarbeiter Piero Sartor und der amerikanische Historiker Joseph Nickerson geraten ins Visier von Commissario Brunetti.

## Hintergrund
Tod zwischen den Zeilen wurde vom 19. Mai 2016 bis zum 19. Juli 2016 in Venedig und Umgebung gedreht. Die Erstausstrahlung auf Das Erste erfolgte am 13. April 2017 zur Hauptsendezeit.

## Kritik
Die Kritiker der Fernsehzeitschrift TV Spielfilm vergaben dem Film eine mittlere Wertung und zeigten mit dem Daumen zur Seite. So „schleppe“ sich die Handlung „mühsam dahin“, und sie sprachen von einer „öffentlich-rechtlichen Einschlafhilfe“.